# مارغو هوارد
مارغو هوارد (بالإنجليزية: Margo Howard)‏ هي صحفية أمريكية، ولدت في 15 مارس 1940.